# Kaleidoskop (Fernsehserie)
Kaleidoskop (Originaltitel: Kaleidoscope) ist eine US-amerikanische Fernsehserie, die die Geschichte eines Raubs erzählt. Das Besondere an der Serie ist, dass der Zuschauer die Reihenfolge, in der er die Episoden schaut, frei wählen kann. Die einzelnen Folgen sind daher nicht durchnummeriert, sondern mit Farben kodiert. Die Serie wurde in Deutschland ab dem Neujahrstag 2023 auf dem Streamingdienst Netflix erstausgestrahlt.

## Handlung
Die achtteilige Miniserie behandelt die Vorgeschichte eines Raubes, dessen Planung, Durchführung sowie die Zeit danach. Hauptfigur ist der Meisterdieb Leo Pap (Giancarlo Esposito), der mit seiner Crew einen Raub von Schuldverschreibungen im Wert von 7 Milliarden US-Dollar durchführen möchte. Verrat, Gier und andere Bedrohungen untergraben ihre Pläne. Die Handlung erstreckt sich dabei über einen Zeitraum von etwa 25 Jahren.

## Episoden
Die Episoden, die nach Farben betitelt sind, sind bei Netflix für jeden Benutzer in einer zufälligen Reihenfolge angeordnet, abgesehen von Schwarz und Weiß, die fest an erster und letzter Stelle stehen. Schwarz mit einer Länge von einer Minute stellt nur eine Einführung in das Konzept der Serie dar; Weiß zeigt den Raub. Die anderen Episoden, die keine feste Reihenfolge haben, sind hier chronologisch gelistet.
| Farbe   | Handlungszeitpunkt       | Regie           | Drehbuch                      |
| ------- | ------------------------ | --------------- | ----------------------------- |
| Schwarz |                          |                 |                               |
| Lila    | 24 Jahre vor dem Raub    | Robert Townsend | Ning Zhou                     |
| Grün    | 7 Jahre vor dem Raub     | Robert Townsend | Evan Endicott & Josh Stoddard |
| Gelb    | 6 Wochen vor dem Raub    | Everardo Gout   | Eric Garcia                   |
| Orange  | 3 Wochen vor dem Raub    | Mairzee Almas   | Kate Barnow                   |
| Blau    | 5 Tage vor dem Raub      | Everardo Gout   | Garrett Lerner                |
| Rot     | der Morgen nach dem Raub | Russell Fine    | Eric Garcia                   |
| Pink    | 6 Monate nach dem Raub   | Mairzee Almas   | Kalen Egan                    |
| Weiß    | der Raub                 | Russell Fine    | Eric Garcia                   |

## Besetzung und Synchronisation
Die deutschsprachige Synchronisation entstand nach Dialogbüchern und unter der Dialogregie von Daniel Faltin durch Iyuno Germany.
| Rolle        | Schauspieler       | Synchronsprecher     |
| ------------ | ------------------ | -------------------- |
| Leo Pap      | Giancarlo Esposito | Frank Röth           |
| Roger Salas  | Rufus Sewell       | Viktor Neumann       |
| Ava Mercer   | Paz Vega           | Carolina Vera        |
| Judy Goodwin | Rosaline Elbay     | Susanne Geier        |
| Bob Goodwin  | Jai Courtney       | Torben Liebrecht     |
| Hannah Kim   | Tati Gabrielle     | Gabrielle Pietermann |
| Stan Loomis  | Peter Mark Kendall | Marco Eßer           |

## Rezeption
Die abgeschlossene Miniserie wurde von den Kritikern sehr durchwachsen aufgenommen. Gelobt wurde zumeist die originelle Idee der Erzählweise, die dem Zuschauer ein gewisses Maß an Interaktivität bietet und durch die nicht-festgelegte Reihenfolge der Episoden unterschiedliche Zugangsweisen und Blickwinkel auf die Handlung ermöglicht. Kritisiert wurde jedoch, dass der Plot der Geschichte qualitativ hinter der guten Ausgangsidee zurückbleibt und nicht überzeugen kann. Der Sammeldienst Rotten Tomatoes verzeichnet lediglich 48 % positive Kritiken (Stand: 13. Januar 2023) und stuft die Serie somit in die schlechteste Kategorie (rotten) ein. Zusammenfassend heißt es: „Während das interaktive Geschichtenerzählen von Kaleidoscope einige bemerkenswerte Neuheiten bietet, dienen seine farbcodierten Handlungsstränge leider alle einer enttäuschend langweiligen Handlung.“ Einzelne Kritiker sehen dies anders. So lobt Michael Hogan im Daily Telegraph die literarischen Referenzen an Charles Dickens und Alexandre Dumas und die Vielschichtigkeit der Serie, die zwischen Familiendrama und Ausbrüchen gewalttätiger Action pendelt. Er hält die Serie für stilvoll, spannend und clever ausgeführt, bezeichnet sie als ein perfektes Puzzle und vergibt 4 von 5 Sternen.

## Hintergrund
Die Miniserie bezieht sich lose auf einen Vorfall aus dem Jahre 2012, als während des Hurrikans Sandy in den USA Anleihen im Wert von etwa 70 Milliarden Dollar verschwanden.